# Districtul Adekar
Adekar este un district din provincia Béjaïa, Algeria.